# 愛し過ぎてこわい
『愛し過ぎてこわい』（あいしすぎてこわい）は、KIX-Sの2ndシングル。1993年5月17日に、アポロン / Dreamixから発売された。

## 背景
表題曲は、テレビ朝日系ドラマ『ララバイ刑事'93』の主題歌に使用された。

## 収録曲
| 全作詞: 浜口司、全作曲: 安宅美春、全編曲: 葉山たけし。 |                                          |        |            |      |
| #                                                      | タイトル                                 | 作詞   | 作曲・編曲 | 時間 |
| 1.                                                     | 「愛し過ぎてこわい」                     | 浜口司 | 安宅美春   | 4:36 |
| 2.                                                     | 「KISS KISS」                            | 浜口司 | 安宅美春   | 3:56 |
| 3.                                                     | 「愛し過ぎてこわい」(オリジナルカラオケ) | 浜口司 | 安宅美春   | 4:36 |
| 合計時間:                                              | 合計時間:                                | 13:08  |            |      |

## 参加ミュージシャン
- 浜口司 - ボーカル
- 安宅美春 - ギター、コーラス
- 葉山たけし - プログラミング
- 大黒摩季 - コーラス
- 高原裕枝 - コーラス